# Gustavo Rojas Pinilla nemzetközi repülőtér
A Gustavo Rojas Pinilla nemzetközi repülőtér (spanyol nyelven: Aeropuerto Internacional Gustavo Rojas Pinilla) (IATA: ADZ, ICAO: SKSP) egy nemzetközi repülőtér Kolumbiában San Andrés közelében. Éves utasforgalma 3 001 923 fő (2022). Üzemeltetője a Colombian Civil Aviation Authority.

## Légitársaságok és úticélok
2023-ban a Gustavo Rojas Pinilla nemzetközi repülőtérről az alábbi járatok indulnak:
| Légitársaság   | Célállomások                              |
| -------------- | ----------------------------------------- |
| Avianca        | Bogotá, Medellín–Córdova Szezonális: Cali |
| Copa Airlines  | Panama City–Tocumen                       |
| LATAM Colombia | Bogotá, Cali, Cartagena, Medellín–Córdova |
| SATENA         | Providencia                               |
| Wingo          | Barranquilla, Cali, Cartagena             |

## Forgalom
Az utasforgalom az elmúlt években az alábbi módon változott:
| Utasok száma | 758 618 | 845 599 | 876 339 | 995 661 | 1 277 163 | 1 500 526 | 1 949 535 | 2 188 527 | 756 766 | 3 001 923 |
|              | 2004    | 2006    | 2008    | 2010    | 2012      | 2014      | 2016      | 2018      | 2020    | 2022      |

## Kifutópályák
A repülőtér futópályái:
- 06/24 (2375 m, aszfalt)